# Адольф Віктор Вайсс
Адольф Віктор Вайсс (пол. Adolf Wiktor Weiss, 5 листопада 1858, Ярослав — 1936, Львів) — архітектор. Працював у стилях історизму та модерну.

## Біографія
Народився у 5 листопада 1858 року в Ярославі. Спеціальну освіту здобув у Цісарсько-королівській політехнічній школі у Львові, яку закінчив у 1884 році. Там же з 1885 по 1888 роки працював асистентом. З 1889 року працював архітектором. У 1913 році став професором Художньо-промисловій школі у Львові. Від 1886 року був членом Політехнічного товариства у Львові.
Входив до складу журі конкурсів на будівлю Акціонерного кооперативного банку на площі Смольки у Львові (1909), прибуткових будинків на вулицях Коперника і Банківській, ескізів дому Ремісничої палати на площі Стрілецькій у Львові (1912).
Роботи
- Вілла ювеліра Яна Яжини на вулиці Самчука, 5 виконана у стилі історизму (1894).[7][8][9]
- Палац дідушицьких на вул. Курковій (нинішня вул. Лисенка, 15; 1894).[8]
- Лікарня фундації Білінського на вул. Білінських (нинішня вул. Смаль-Стоцького, 9; 1891—1897, у співавторстві).[7][8]
- Комплекс будинків на вулиці Кониського, 4 (1898).[7]
- Добудова палацу Казимира Бадені в Буську, скульптор Петро Гарасимович (1898).[7][8]
- У співавторстві з Владиславом Садловським та Петром Тарнавецьким у стилі модерн запроєктована Художньо-промислова школа на вулиці Снопківській, 47. Проєкт розроблено у 1906 році, будівництво тривало у 1907—1909 роках. Скульптурне оздоблення центрального входу роботи Петра Війтовича, дві алегоричні півфігури «Мистецтво» та «Художній промисел».[1][10][11][8]
- Житловий будинок на вулиці Городоцькій, 16 у стилі модернізованого класицизму (1913).[7][8]
- Палац Станіслава Бадені в Радехові у стилі модернізованого класицизму (1913).[7][8]
- Дім профспілки поштових службовців на вул. Японській, 9 (1930—1934).[12]